# جيل روزييه
جيل روزييه (بالفرنسية: Gilles Rozier)‏ روائي ومترجم فرنسي، وُلِد عام 1963 في مدينة لا ترونش، وعاش فيها حتى سن السابعة عشرة. حاصل على شهادة الدكتوراه في الأدب اليَديشي، وهو الأدب المكتوب باللغة اليَديشية.

## روايات
- ما وراء الظلام المتصاعد، دار دينويل، باريس
- خيال موسى، دار دينويل، باريس، 2001، رُشحت لجائزة ويبلير في نفس العام.
- حبٌ بلا مقاومة، دار دينويل، باريس، 2003، رُشحت لجائزة فيمينا في نفس العام.
- وعدُ أوسلو، دار دينويل، باريس، 2005، حازت على جائزة المتوسط للمدارس الثانوية
- عروض خاصة، دار دينويل، باريس، 2008.
- في بلاد بلا حب، دار غراسِّي، باريس، 2011، جائزة تيد مونيير، 2011.

أكثر رواياته شهرة هي، "حب بلا مقاومة"، وتدور فكرتها حول أحداث الحرب العالمية الثانية في فرنسا، وقد تُرجمت إلى عدة لغات، منها: الإنكليزية، والألمانية، والبرتغالية، والعبرية، والهولندية، والتشيكية، والإسبانية، والكرواتية، والسويدية.

## قصص سردية
- فوغ في ليبزيغ، دار دينويل، باريس، 2005.
- صيف بولفار روتشيلد، أدب رحلات يتحدث عن القدس، نُشر عام 2009، في مدونة إلكترونية.
- حرية - مساواة- نكبة، أدب رحلات، نُشر عام 2010، في موقع remue.net

## قصص
- ابن عمي بنيامين، مجلة تسافون، 2001، تُرجمت إلى العبرية ونُشرت في الملحق الأدبي لصحيفة هآرتس

## دراسات
- مويش بروديرزون، كاتب باللغة اليديشية، وقد صدر بالفرنسية عن جامعة فانسن، باريس 1999.
- أنطولوجيا شعرية باليديشية والفرنسية، للشاعر بروديرزون، دار حامال، باريس

## ترجمات

### من اليَديشية إلى الفرنسية
- في الرياح الدافئة، قصائد، بالاشتراك مع المترجم فيفيان سيمان، دار آرماتان، باريس
- شيل راجمان، أنا آخر اليهود، كتاب مسموع، دار ليزارين، باريس
- إيستر كريتمان، بليتس وقصص أخرى، دار كلامان ليفي

### من الفرنسية إلى اليَديشية
- ست قصص للصغير نيكولا، تُرجم بالاشتراك مع شارون بار كوجفا، وصدر عام 2013.

## صحافة
أصدر المؤلف مجلة (غيلغوليم) الخاصة بالأدب اليَديشي، في آذار/ مارس 2008، وتُعنى بنشر النصوص الإبداعية المعاصرة والمكتوبة باليَديشية. كما أنه كتب قصائد باليديشية ونشرها في عدة صحف منها (دي بين)، جامعة أكسفور.